# سد المفروش
سد المفروش هو أقدم السدود المائية في ولاية تلمسان يقع جنوب مدينة تلمسان بحوالي 10 كلم أنشئ في الفترة الاستعمارية من طرف السلطات الفرنسية. ويعد الممول الأول لمدينة تلمسان بمياه الشرب. أقيم على وادي المفروش الشهير وسمي باسمه. ويمر وادي المفروش بمنطقة الوريط مكونا شلالات الوريط الرائعة ويصب في سد سكاك الجديد شمال تلمسان.
و تعتبر المنطقة المحيطة بالسد من أروع المناطق الطبيعية بتلمسان وهي من أهم المتنزهات العائلية بالمدينة.
و قد أنشئت بعد الاستقلال سدود أخرى وهي سد بني بحدل، سد بوغرارة، سد سكاك، سد سيدي العبدلي.